# (422) Беролина
(422) Беролина (лат. Berolina) — астероид главного пояса, который входит в состав семейства Флоры. Он был открыт 8 октября 1896 года немецким астрономом Карлом Виттом в обсерватории Urania Sternwarte и назван в честь Берлина, столицы Германии.

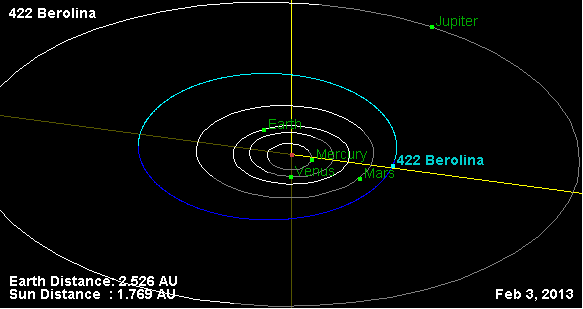
Орбита астероида Беролина и его положение в Солнечной системе